# Senoncourt
Senoncourt é uma comuna francesa na região administrativa de Borgonha-Franco-Condado, no departamento de Alto Sona. Estende-se por uma área de 11,26 km². Em 2010 a comuna tinha 195 habitantes (densidade: 17,3 hab./km²).